# روزاليند نيومان
روزاليند نيومان (بالإنجليزية: Rosalind Newman)‏ هي مصممة رقص أمريكية، ولدت في 12 نوفمبر 1946 في بروكلين في الولايات المتحدة.